# الفيزياء الوجودية
الفيزياء الوجودية: دليل العلماء لأكبر أسئلة الحياة هو كتاب علمي شعبي غير روائي من تأليف عالمة الفيزياء النظرية سابينه هوسنفلدير ونشر بواسطة فايكينج بريس في 9 أغسطس 2022. ويركز على مناقشة مختلف الأسئلة الوجودية والأخلاقية المتعلقة بالموضوعات العلمية وشرح ارتباطها. للبحث العلمي الحالي أو تبيين أهميتها أو إمكانية تفسيرها من قبل العلم في المقام الأول. تقسم هذه الأسئلة إلى فصول فردية وتضمنت مقابلات مع مختلف العلماء في جميع أنحاء الكتاب.

## وصلات خارجية
- الموقع الرسمي.